# Толисавац (тврђава)
Толисавац тврђава поред истоименог села које се налази недалеко од Крупња. Данас има остатака утврђења.